# Подорож на край ночі
«Подорож на край ночі» (фр. Voyage au bout de la nuit) — дебютний роман французького письменника Луї-Фердінана Селіна, виданий у Парижі 1932 року видавництвом Деноель. Найвідоміший і найвизначніший твір Селіна, що приніс йому згодом світову славу.

## Сюжет
«Подорож на край ночі» — це оповідь від першої особи, в якій головний герой Бардамю розповідає про свій досвід Першої світової війни, про колоніалізм в Африці, про життя у США в міжвоєнний період, а також про соціальне становище загалом.
Бардамю бачив Велику війну та злочинну безпомічність своїх командирів в окопах. Саме там він втратив віру в людей. Велика війна є водночас відправною точкою його «подорожі» без повернення. Фактично, весь роман є викриттям жахів війни, сповненим глибокого песимізму щодо соціальних стосунків та людства. Потім Бардамю описує своє перебування в Африці, де знову ж таки жахається ницості та цинічності колоніального режиму. З Африки Бардамю тікає до фордистської Америки. Америка стала для нього єдиним місцем, де він зустрів людину (Молі), яку любив до кінця своєї життєвої подорожі. Проте і робота на фабриках Детройта виявилася для головного героя щоденним зіткненням з людськими стражданнями. Після США Бардамю повертається до Франції, щоб закінчити своє навчання на медичному факультеті й стати лікарем бідних. Після навчання Бардамю відкриває лікарську практику в одному з передмість Парижа. Він знову стикається з різноманітними проявами людської біди, горя й страждання, що загалом перегукується з його досвідом Першої світової війни та життя в колоніальній Африці.
Врешті сам автор роману робить висновок, що «життя — це агонія, якій немає кінця».

## Стилістичні особливості
Роман «Подорож на край ночі» здійснив переворот у французькій літературі. Вперше за триста років розмовна мова була допущена в художній твір на рівних з мовою літературною. Селін широко використовував у тексті просторічні звороти і арготизми, створивши майстерну стилізацію грубої розмовної мови, що відповідала його художньому задуму. Така лексика призвела й до змін синтаксису, оскільки будова французької розмовної фрази значно відрізняється від писемної. Синтаксис розмовної мови Селін передає через еліптичні конструкції, часто використовує три крапки. Його «рваний» синтаксис має надзвичайно експресивний характер, він імітує плутану й не завжди логічну розмовну мову. При цьому, для того, щоб відтінити просторіччя, автор вміло поєднує високий і низький стилі, перемежовуючи лайливі вислови персонажів з абстрактними міркуваннями, викладеними простим минулим часом, типовим для писемної мови, іноді навіть вживаючи таку вишукану писемну форму кон'юнктива, як Subjonctif plus-que-parfait.

## Головні персонажі
- Фердінан Бардамю — оповідач;
- Леон Робінзон — друг Бардамю, виникає у вирішальних моментах роману;
- Альсід — колега Бардамю в Африці;
- Лола — американка, з якою Бардамю познайомився в Парижі, а потім зустрів на Мангеттені;
- Мюзін — скрипалька, яку оповідач зустрів у Парижі;
- Моллі — американка, яку оповідач зустрів у Детройті;
- Бебер — хлопчик з паризького передмістя;
- Тітка Бебера;
- родина Анруй (пані та пан Анруй та їхня свекруха);
- професор Парапен — лікар
- професор Баритон — психіатр;
- Мадлон — коханка Робінзона (принагідно і Бардамю);
- Софі — словацька сестра-жалібниця;
- абат Протіст.

## Українські видання
- Подорож на край ночі, Перекладача не вказано, передмова Івана Анісімова, Київ, Держілтвидав, 1935.
- Подорож на край ночі, роман, Пер. з фр. П. Таращука; Передмова Д. Наливайка. — Київ: вид. Юніверс, 2000. — 368 с.
- Подорож на край ночі: Роман, Пер. з фр. П. Таращука; Передмова Д. Наливайка. — Харків: Фоліо, 2006—367 с. («Бібліотека світової літератури»).